# Некрасово (Рыльский район)
Некра́сово — деревня в Рыльском районе Курской области. Административный центр Некрасовского сельсовета.

## География
Деревня находится на реке Сейм, в 105 километрах западнее Курска, в 9 км южнее районного центра — города Рыльск.

### Климат
Некрасово, как и весь район, расположено в поясе умеренно континентального климата с тёплым летом и относительно тёплой зимой (Dfb в классификации Кёппена).
| Показатель                                                                   | Янв. | Фев. | Март | Апр. | Май  | Июнь | Июль | Авг. | Сен. | Окт. | Нояб. | Дек. | Год  |
| ---------------------------------------------------------------------------- | ---- | ---- | ---- | ---- | ---- | ---- | ---- | ---- | ---- | ---- | ----- | ---- | ---- |
| Средний суточный максимум, °C                                                | −3,6 | −2,5 | 3,5  | 13,4 | 19,6 | 22,8 | 25,2 | 24,6 | 18,4 | 10,9 | 3,8   | −0,8 | 11,3 |
| Средняя температура, °C                                                      | −5,6 | −5,1 | −0,2 | 8,5  | 14,9 | 18,5 | 20,9 | 20   | 14,2 | 7,5  | 1,6   | −2,7 | 7,7  |
| Средний суточный минимум, °C                                                 | −8,1 | −8,3 | −4,3 | 3    | 9,2  | 13,1 | 15,9 | 14,9 | 9,9  | 4,1  | −0,7  | −4,9 | 3,6  |
| Норма осадков, мм                                                            | 50   | 44   | 48   | 49   | 64   | 70   | 81   | 51   | 57   | 55   | 48    | 49   | 666  |
| Источник: Погода по месяцам c ru.climate-data.org(дата обращения: Июль 2021) |      |      |      |      |      |      |      |      |      |      |       |      |      |

## Население
| 2002 | 2010 |
| ---- | ---- |
| 291  | ↘239 |

## Инфраструктура
Личное подсобное хозяйство. Почтовое отделение (Почта № 307345). Денежные переводы (Вестерн Юнион). В деревне 132 дома.

## Транспорт
Некрасово находится в 6,5 км от автодороги регионального значения 38К-040 (Хомутовка — Рыльск — Глушково — Тёткино — граница с Украиной), в 4,5 км от автодороги 38К-030 (Рыльск — Коренево — Суджа), в 2,5 км от автодороги межмуниципального значения 38Н-693 (38К-040 — Артюшково с подъездом к с. Семеново), в 1 км от автодороги 38Н-695 (38Н-693 — Слободка), в 1 км от автодороги 38Н-566 (38К-030 — Малогнеушево — п. им. Куйбышева — Семёново с подъездом к Износково), в 2 км от ближайшей ж/д станции Сеймская (линия 16 км — Сеймская).
В 161 км от аэропорта имени В. Г. Шухова (недалеко от Белгорода).